# Splice
Pour le jeu vidéo, voir Splice (jeu vidéo).
Pour plus de détails, voir Fiche technique et Distribution.
Splice, ou Nouvelle Espèce au Québec, est un film de science-fiction et d'horreur franco-canado-américain écrit et réalisé par Vincenzo Natali, sorti en 2010.

## Synopsis
Clive Nicoli et Elsa Kast, couple de chercheurs, ont réussi à assembler l'ADN de différents animaux afin de créer de nouveaux hybrides. Leur première création est un couple de vers, Ginger et Fred, de la taille d'un chien. Newstead Pharmaceutical, la compagnie qui finance les recherches, espère en extraire une protéine innovante pouvant servir de médicament vétérinaire. Clive et Elsa veulent désormais introduire l'ADN humain dans leur modèle, mais Newstead Pharmaceutical préfère en rester à l'étape des hybrides actuels et passer à l'étape de production. Clive et Elsa décident alors de mener en secret leur propre expérience en ajoutant au modèle l'ADN d'une jeune femme, sans tenir compte des limites éthiques et juridiques que leur avait fixé leur société.
La gestation du nouvel hybride est très rapide, au point de saturer l'utérus artificiel. En sort une créature apparemment dangereuse, Elsa ayant été piquée par celle-ci lors de l'accouchement et s'étant mise à convulser. Clive et Elsa décident donc d'éliminer la créature, mais celle-ci semble déjà morte. Lors de l'examen de la carcasse, Elsa découvre qu'en fait une nouvelle créature en est sortie et elle décide de l'étudier plus longtemps. Celle-ci étonne par une croissance et un apprentissage à un rythme accéléré. Initialement indexée sous l'identifiant H5050, la créature est alors renommée Dren par Elsa — ce qui correspond à NERD, le nom de leur laboratoire, pris à l'envers. La conscience de Clive le pousse constamment à désapprouver son expérience. Face au risque que Dren soit découverte, le couple l'installe dans une ferme qui appartenait à la mère décédée d'Elsa. Leurs recherches officielles souffrent du temps qu'ils doivent consacrer à prendre soin de Dren, et comme ils paraissent moins indispensables, la compagnie leur fait comprendre qu'ils risquent de se faire licencier.
Pendant ce temps, les vers cynomorphes qu'ils avaient créés (et qui à l'origine s'entendaient bien) s'entretuent durant leur présentation au public ; il s'avère que Ginger avait changé de sexe. Par la suite, Clive découvre qu'Elsa a utilisé son propre ADN pour créer Dren, qui est maintenant devenue amphibie, a développé des ailes, est omnivore et possède un aiguillon neurotoxique procurant une mort foudroyante au bout de sa queue. Elsa raffole d'elle, la considérant comme une sorte d'enfant, et elle tente de l'humaniser en l'habillant avec une robe, en la maquillant et en partageant avec la créature les jouets secrets de son enfance. Dren grandit très vite, passant du stade d'une innocence enfantine à celui d'une adolescente intelligente, capable de communiquer en arrangeant en mots des lettres de Scrabble à défaut de pouvoir parler. Au bout d'un certain temps, Dren commence à en avoir assez de vivre cachée à l'intérieur de la grange d'Elsa et n'admet pas que cette dernière refuse de lui laisser ce dont elle a envie, y compris un chat errant qu'elle a découvert à l'intérieur de la grange.
Entre les deux femmes, la tension ne cesse de monter jusqu'au moment où Elsa se rend compte qu'elle est en train de devenir ce qu'était sa propre mère, lointaine et oppressive, une harpie qui ne la laissait jamais posséder aucun jouet et la forçait à vivre dans une chambre pratiquement vide. Elle tente de faire amende honorable en rapportant le chat, mais Dren le pique à mort, puis s'en prend à Elsa, la plaquant au sol et la menaçant avec son dard neurotoxique. Mais Dren se contente de lui arracher son collier qui contient les clés de la grange et s'en sert aussitôt pour s'échapper. C'est alors qu'Elsa surgit par derrière et l'assomme avec une pelle. Elle se convainc alors qu'elle est devenue trop proche de Dren, et la considère dorénavant comme une simple expérience ; elle coupe l'aiguillon de la créature, la dépouille de ses vêtements et lui retire son maquillage et même son nom. À partir de l'aiguillon, elle isole des protéines dont les possibilités vont bien au-delà de celles des vers, en permettant par exemple la guérison de certaines maladies humaines comme celle de Parkinson, certains cancers ou encore le diabète.
Dren réussit à s'échapper, elle séduit Clive et s'accouple avec lui, pour le plus grand dégoût d'Elsa. Par ailleurs, l'aiguillon de Dren a repoussé grâce aux gènes la composant. Les deux « parents » concluent que ce qu'ils ont fait est une caricature d'enfant, et qu'il désormais est temps de tuer Dren pour mettre fin à cette expérience qui échappe à leur contrôle ; mais quand ils arrivent à la ferme, ils découvrent qu'elle est déjà en train de mourir dans son réservoir d'eau à l'intérieur de la grange. Elsa et Clive assistent à sa mort, puis l'enterrent à côté de la grange.
Ils sont sur le point de partir quand arrive William Barlow, le scientifique qui dirige la société pharmaceutique, accompagné de Gavin, le frère et collègue de Clive. Les deux hommes exigent de voir Dren. Quand ils vont voir son corps, Dren vit encore et les attaque, leur révélant qu'elle est devenue un mâle, à l'instar de Ginger. Le monstre, après avoir tué Gavin et William, maîtrise Elsa et la viole. C'est alors que Clive transperce Dren avec un épieu, mais le monstre n'est toujours pas mort et, encore capable de se battre, il prend le dessus sur Clive. Elsa attaque Dren à son tour, avec une grosse pierre, mais elle hésite à le tuer et Dren plante son aiguillon dans le cœur de Clive. C'est seulement alors, lorsque Dren tue Clive, qu'Elsa achève la créature en lui fracassant le crâne avec la pierre.
Par la suite, Elsa se retrouve dans le bureau du chef de l'entreprise pharmaceutique en train de recevoir une importante somme d'argent en échange de son silence et de la reprise de son expérience à l'étape suivante. Le chef la remercie pour le risque personnel qu'elle a couru. Elsa se lève ; elle est enceinte de Dren.

## Fiche technique
Sauf indication contraire, les informations mentionnées dans cette section peuvent être confirmées par les bases de données cinématographiques IMDb et Allociné,  présentes dans la section « Liens externes ».
- Titre original : Splice
- Titre québécois : Nouvelle Espèce
- Réalisation : Vincenzo Natali

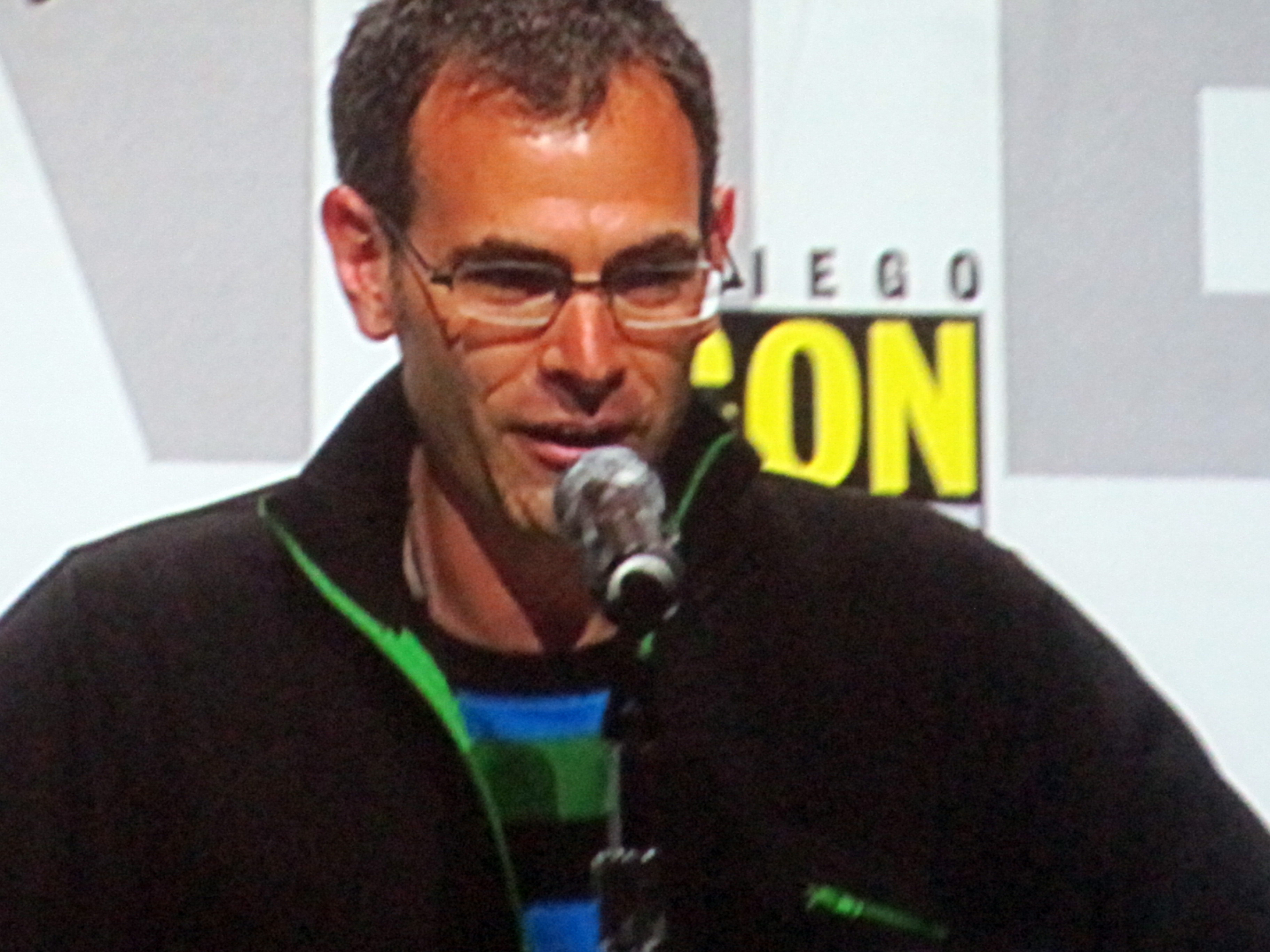
Vincenzo Natali lors d'une rencontre à propos de Splice au WonderCon en 2010.

- Scénario : Vincenzo Natali, Antoinette Terry Bryant et Doug Taylor
- Musique : Cyrille Aufort
- Direction artistique : Joshu de Cartier
- Décors : Todd Cherniawsky
- Costumes : Alex Kavanagh
- Photographie : Tetsuo Nagata
- Montage : Michele Conroy
- Production : Steven Hoban
  - Production déléguée : Guillermo Del Toro, Don Murphy, Joel Silver
- Société de production : Dark Castle Entertainment
- Sociétés de distribution : Les Films Séville (Canada), Gaumont (France), Warner Bros. Pictures (États-Unis)
- Budget : 30 000 000 de dollars[3].
- Pays d'origine :  France,  Canada,  États-Unis
- Langue originale : anglais, français
- Format : couleur - 1.85 : 1
- Genre : science-fiction
- Durée : 104 ou 107 minutes selon les sources
- Dates de sortie :
  - Espagne : 6 octobre 2009 (Sitges International Festival of Fantastic and Horror Cinema)
  - Belgique : 24 février 2010
  - Canada, États-Unis : 4 juin 2010
  - France, Suisse : 30 juin 2010
- Classification : interdit aux moins de 12 ans

## Distribution
Sauf indication contraire, les informations mentionnées dans cette section peuvent être confirmées par les bases de données cinématographiques IMDb et Allociné,  présentes dans la section « Liens externes ».
- Adrien Brody (VF : Adrien Antoine, VQ : François Sasseville) : Clive Nicoli
- Sarah Polley (VF : Laura Blanc, VQ : Aline Pinsonneault) : Elsa Kast
- Delphine Chanéac (VF : elle-même) : Dren adulte
- Abigail Chu : Dren jeune
- Brandon McGibbon (VF : Julien Sibre, VQ : François Godin) : Gavin Nicoli
- Simona Maicanescu (VF : elle-même, VQ : Madeleine Arsenault) : Joan Chorot
- David Hewlett (VQ : Pierre Auger) : William Barlow
- Amanda Brugel : Melinda Finch
- Stephanie Baird : Elsa

## Production
Les scènes du film ont entièrement été tournées en Ontario au Canada, précisément à l'Université York, à Black Creek Pioneer Village et à Hamilton à North York de Toronto, ainsi que dans les studios de Cinespace Film.

## Accueil

### Accueil critique
Il a reçu un accueil critique favorable, recueillant 74 % de critiques positives, avec une note moyenne de 6,6/10 et sur la base de 184 critiques collectées, sur le site agrégateur de critiques Rotten Tomatoes. Sur Metacritic, il obtient un score de 66/100 sur la base de 35 critiques collectées.

### Box-office
Le film a été un échec commercial, rapportant environ 26 857 000 de dollars au box-office mondial, dont 17 010 000 de dollars en Amérique du Nord, pour un budget de 30 000 000 de dollars. En France, il a réalisé 221 389 entrées.
| Pays ou région | Box-office      | Date d'arrêt du box-office | Nombre de semaines |
| -------------- | --------------- | -------------------------- | ------------------ |
| Québec         | 182 096 $       | 6 juin 2010                | 1                  |
| États-Unis     | 15 552 000 $    | 20 juin 2010               | 3                  |
| France         | 214 638 entrées | 20 juillet 2010            | 3                  |